# WrestleMania 2
WrestleMania 2 —conocida también como WrestleMania II— fue la segunda edición de WrestleMania, un evento pago por visión de lucha libre profesional producido por la World Wrestling Federation (WWF). Tuvo lugar el 7 de abril de 1986 y fue realizado en tres lugares de forma simultánea: el Nassau Veterans Memorial Coliseum en Uniondale, Nueva York; el Rosemont Horizon en Rosemont, Illinois; y el Los Angeles Memorial Sports Arena en Los Ángeles, California.
WrestleMania 2 contó con doce combates, siendo Hulk Hogan versus King Kong Bundy por el Campeonato Mundial Peso Pesado de la WWF el evento principal tanto del acontecimiento en general como de la emisión desde Los Ángeles. Además, también se defendieron tres campeonatos: Randy Savage contra George Steele por el Campeonato Intercontinental de la WWF, The Fabulous Moolah contra Velvet McIntyre por el Campeonato Femenino de la WWF, y The Dream Team (Greg Valentine & Brutus Beefcake) contra The British Bulldogs (Davey Boy Smith & Dynamite Kid) por el Campeonato en Parejas de la WWF. Esta última lucha fue el evento principal de la emisión desde Rosemont, mientras que en Uniondale, el combate de boxeo entre Mr. T y Roddy Piper fue el encargado de cerrar las acciones.

## Producción

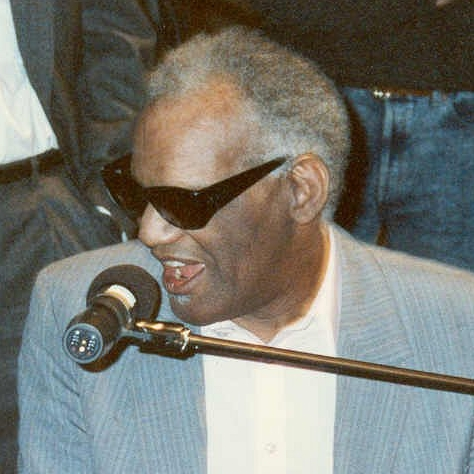
Ray Charles interpretó «America the Beautiful»

El evento incluyó comentarios por separado y equipos de anuncios en cada lugar. Los equipos de comentaristas consistieron en Vince McMahon y Susan Saint James en Nueva York; Gorilla Monsoon, Gene Okerlund y Cathy Lee Crosby en Chicago; y Jesse Ventura, Alfred Hayes y Cassandra Peterson —también conocida como Elvira— en la Ciudad de Los Ángeles. Por otro lado, los anunciadores fueron Howard Finkel (Nueva York), Chet Coppock (Chicago) y Lee Marshall (Los Ángeles).
El músico Ray Charles cantó «America the Beautiful» antes del espectáculo en el Nassau Veterans Memorial Coliseum de Uniondale, Nueva York, donde también asistieron las celebridades Cab Calloway, Darryl Dawkins, George Gordon Liddy, Joan Rivers, Joe Frazier, Lou Duva, Herb y Susan Saint James. Al segmento de Chicago se presentaron Clara Peller, Dick Butkus, Ed Jones, Ozzy Osbourne, Bill Fralic, Ernie Holmes, Harvey Martin, Jim Covert, Russ Francis, William Perry y Cathy Lee Crosby. En cambio, a Los Ángeles solo acudieron Ricky Schroder, Robert Conrad, Tommy Lasorda y Cassandra Peterson.

## Antecedentes

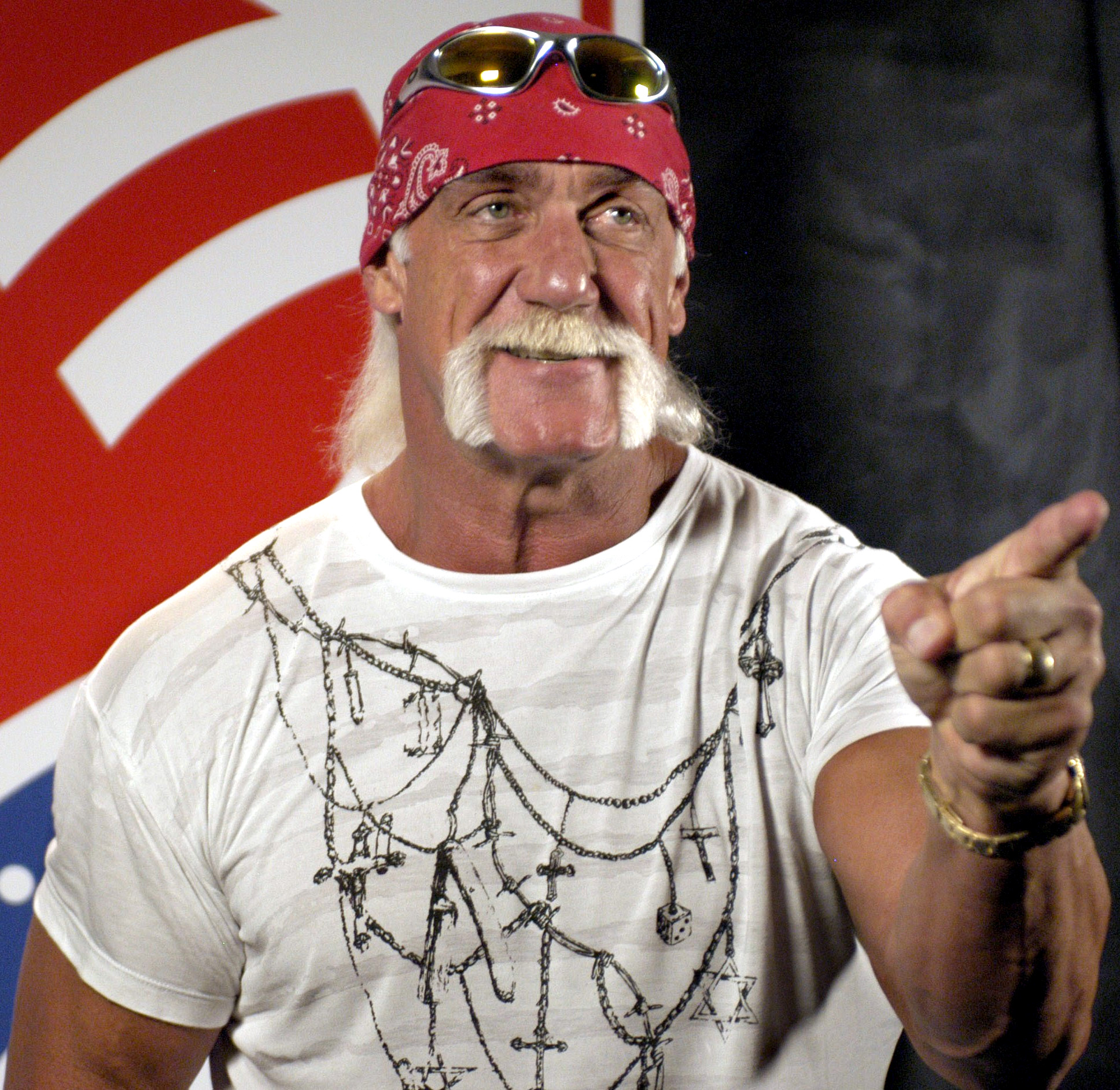
Hulk Hogan (en la imagen) se enfrentó a King Kong Bundy en un combate por Campeonato Mundial Peso Pesado de la WWF.

Tres de las peleas se establecieron el 1 de marzo de 1986 durante una transmisión del programa WWF Saturday Night's Main Event. La principal rivalidad para WrestleMania 2 fue el combate entre Hulk Hogan y King Kong Bundy por el Campeonato Mundial de Peso Pesado de la WWF. Aunque habían luchado en ocasiones anteriores, el primer encuentro televisado fue en la tercera edición del Saturday Night's Main Event, emitido el 2 de noviembre de 1985; Hogan y André the Giant se aliaron para vencer a Bundy y Big John Studd. El 1 de marzo, Hogan defendió su título de la WWF contra Don Muraco en el Arizona Veterans Memorial Coliseum. En el combate, justo cuando Hogan estaba a punto de envolver a Muraco en un pinfall, Bundy entró en el ring y junto con Muraco inició una lucha de dos contra uno, en la que le golpearon varias veces hasta romperle las costillas. Hulk Hogan tuvo una lesión muy grave —dentro del kayfabe—, mientras que Bundy le desafió a luchar en una pelea por el título. Como venganza, decidió no prestar atención al consejo de su médico y aceptar el desafío; se decidió que los dos se enfrentaran en una jaula de acero por el campeonato de la WWF.
La segunda disputa fue entre Mr. T y Rowdy Roddy Piper, quien empezó a tener rol de rudo en 1984. Un año antes del enfrentamiento, en 1985, se había aliado con Paul Orndorff y Bob Orton para pelear contra Hulk Hogan y Mr. T; estos últimos les vencieron en el primer WrestleMania. La disputa entre Piper y Mr. T se reinició en 1986, luego de que su odio en la vida real se conociera, lo que llevó a la WWF a convertir su animosidad mutua en una enemistad. A Piper y a otros integrantes de la compañía no les gustaba Mr. T porque era un actor y no tenía habilidades de lucha. Por consiguiente, se convirtió en un púgil especial de la WWF y comenzó a competir en combates de tipo «Box match». En el Saturday Night's Main Event del 1 de marzo, Mr. T derrotó a Orton en un combate de boxeo. Después del encuentro, Piper distrajo a Mr. T, permitiendo a Orton atacar desde atrás y comenzar un enfrentamiento dos contra uno. Debido a este percance, Mr. T exigió venganza, lo que llevó a su combate de boxeo contra Roddy Piper.

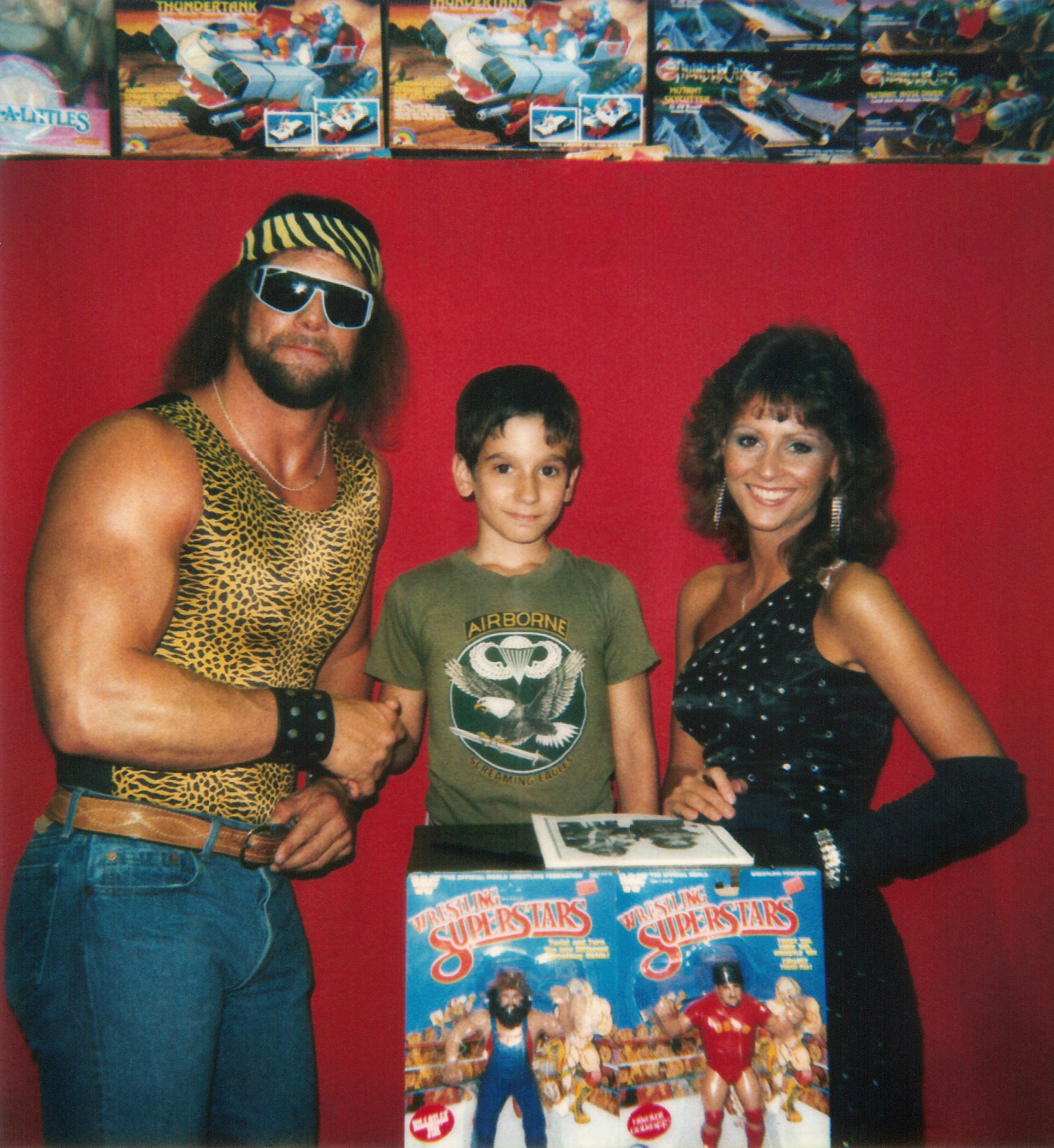
Randy Savage (izquierda) y Miss Elizabeth (derecha) en 1986

La tercera disputa fue entre The Dream Team —conformado por Greg Valentine y Brutus Beefcake— y The British Bulldogs —formado por Davey Boy Smith y Dynamite Kid— por el Campeonato Mundial en Parejas de la WWF. El 24 de agosto de 1985, Beefcake y Valentine ganaron el título por parejas ante el equipo The U.S. Express (Barry Windham y Mike Rotunda). The British Bulldogs desafiaron a Beefcake y Valentine por el campeonato inmediatamente después de su victoria; retuvieron su cetro al ser descalificados contra los Bulldogs en un evento no televisado celebrado el 11 de septiembre. Posteriormente defendieron nuevamente los títulos contra los Bulldogs en el Saturday Night's Main Event, donde The Dream Team salió victorioso. Después de que los Bulldogs perdieran dos veces en la lucha por el cetro, Dream Team acordó defender el Campeonato Mundial en Parejas contra ellos por última vez en WrestleMania.
Otras de las disputas fue entre Randy «Macho Man» Savage y George «Animal» Steele. Su origen se produjo luego de que Steel se enamorara de la mánager de Savage —Miss Elizabeth—, la cual era la esposa del segundo en la vida real. Su primera reunión tuvo lugar en el Saturday Night's Main Event que se emitió poco antes de que Savage ganara el Campeonato Intercontinental de la WWF. Junto con el excampeón Tito Santana (que estuvo en el segmento del evento en Los Ángeles), Steele se convirtió en uno de los principales candidatos para luchar contra Savage por el título.

## Evento
WrestleMania 2 se celebró en tres recintos distintos: Nassau Veterans Memorial Coliseum en Uniondale, Nueva York; Rosemont Horizon en Rosemont, Illinois; y Los Angeles Memorial Sports Arena, en Los Ángeles, California.

### Nueva York
En el primer combate celebrado en Nueva York se enfrentaron Paul Orndorff y Don Muraco. Al empezar, Orndorff le hizo varias veces seguidas un «Body Slam» a Muraco. Mientras tanto, el público reaccionó y Orndorff se acercó al mánager Mr. Fuji, al que le realizó un gesto racista imitando la forma de los ojos de brida mongólica —característica de los hawaianos, estado donde nació Fuji— seguido de un corte de manga. Ambos luchadores estuvieron más de diez segundos seguidos peleando fuera del cuadrilátero, por lo que la lucha acabó en doble cuenta fuera tras un tiempo de 4:10.

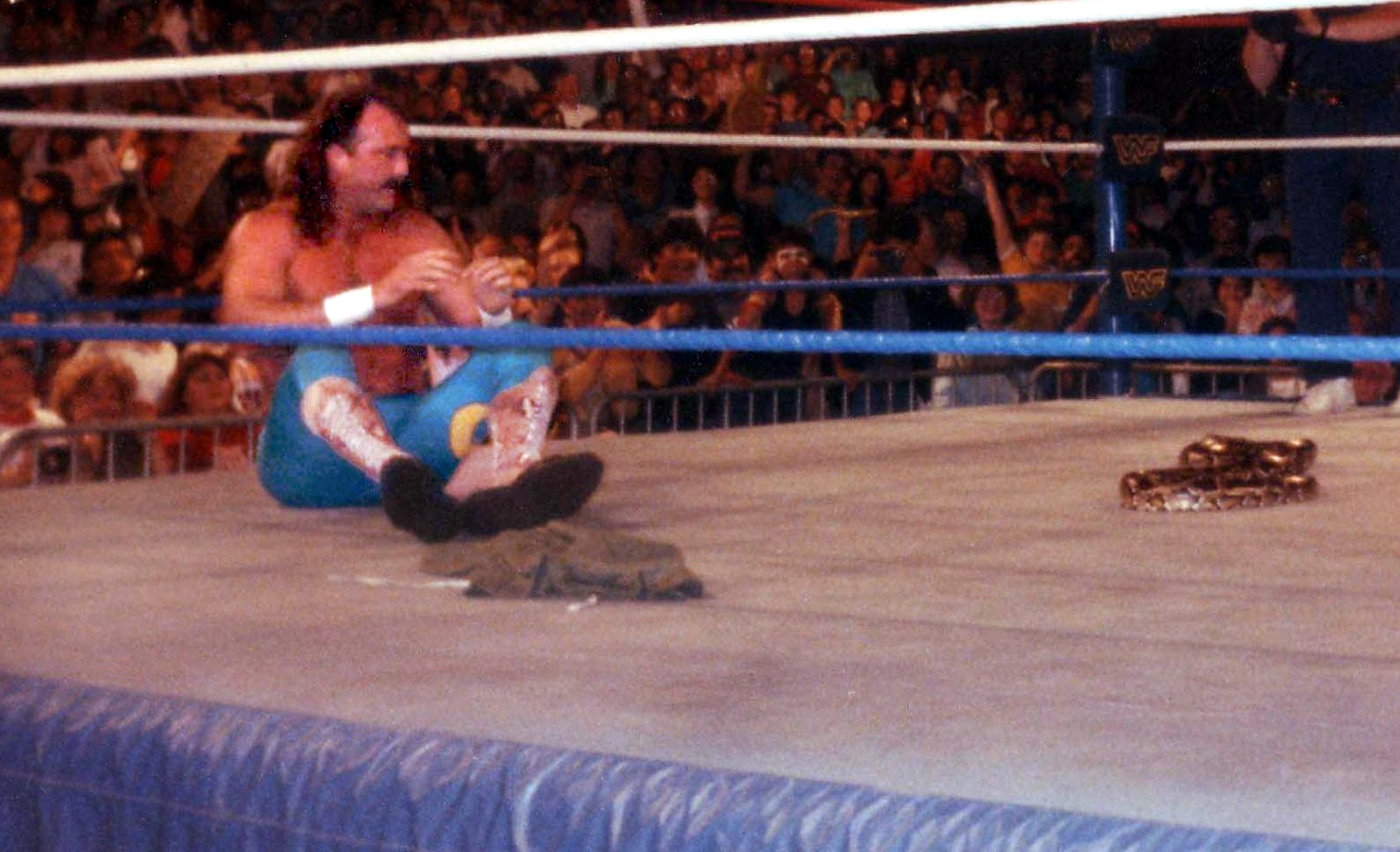
Jake Roberts con su serpiente Damian (al fondo a la derecha)

El siguiente encuentro enfrentó a Randy Savage y George Steele por el Campeonato Intercontinental Peso Pesado de la WWF, donde Savage fue secundado por su esposa en la vida real, Miss Elizabeth. En el combate, Savage envolvió a Steele en un pin y puso los pies en las cuerdas para apalancarse; como resultado, Savage retuvo el título Intercontinental.
La tercera pelea fue entre Jake Roberts y George Wells. Roberts le efectuó el movimiento «DDT», inmovilizándolo para hacerle la cuenta de tres y vencer. Justo después, Jake Roberts permitió que su serpiente Damian se deslizara sobre el cuerpo de Wells, a quien le salió espuma por la boca.
En la última batalla Mr. T se batió en duelo contra Rowdy Roddy Piper en un «Box match». El púgil Joe Frazier ayudó al primero, mientras que el entrenador de boxeo Lou Duva apoyó a Piper, el cual fue descalificado por hacerle un «Body slam» a Mr. T en la cuarta ronda, cuando se llevaba disputado un tiempo de 1:15.

### Chicago
La primera contienda celebrada en Chicago puso en juego el Campeonato Femenino de la WWF entre The Fabulous Moolah y Velvet McIntyre. La luchadora McIntyre intentó hacer un «Splash» desde la segunda cuerda, pero Moolah se aparto y se aprovechó para hacer un pin, reteniendo su título.

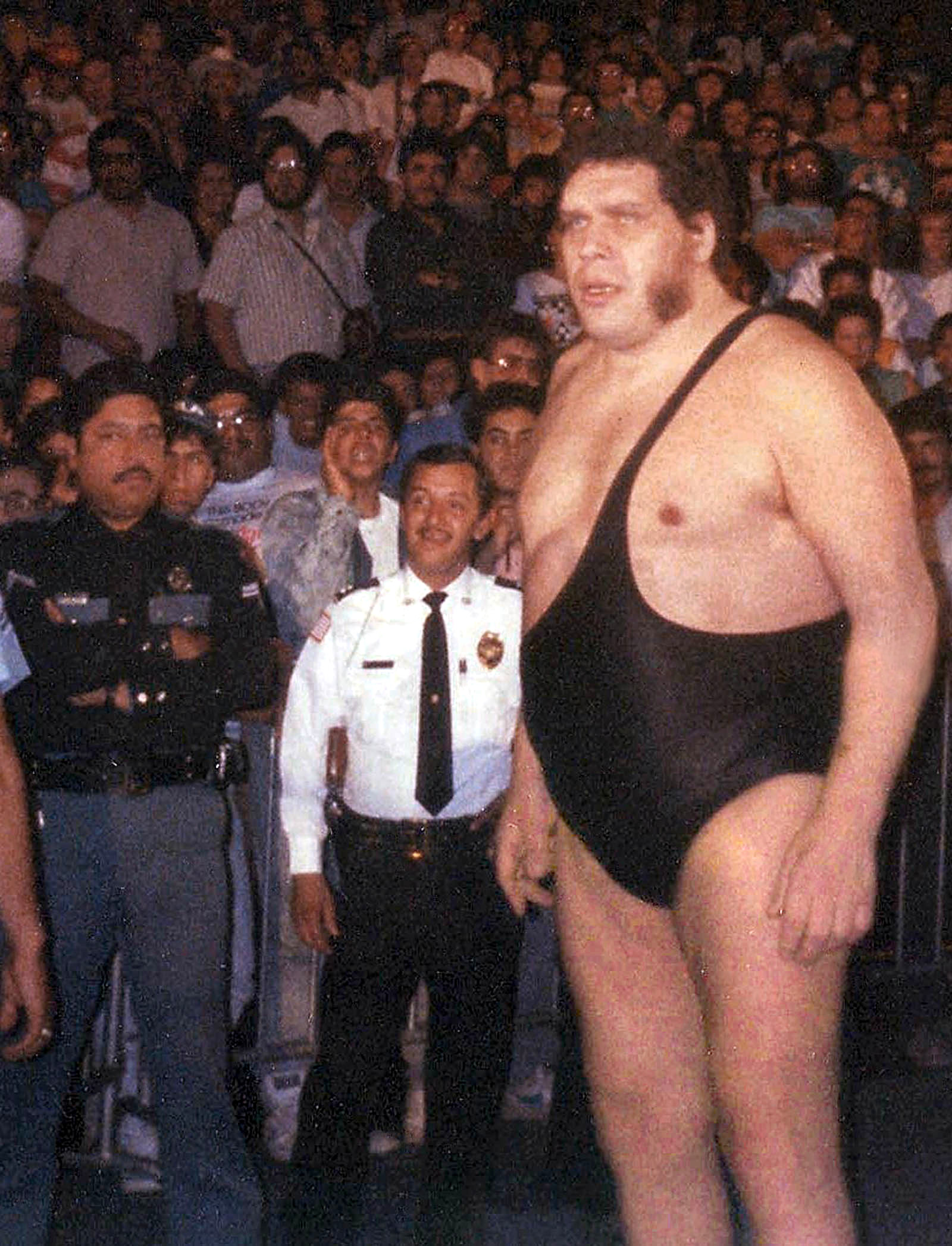
André the Giant ganó la «Battle Royal».

El segundo combate enfrentó a Corporal Kirchner y Nikolai Volkoff —secundado por Freddie Blassie— en un «Flag match». Blassie lanzó su bastón al cuadrilátero para que Volkoff lo cogiera, pero en cambio Kirchner lo atrapó antes y golpeó a su oponente con él para luego realizare la cuenta de tres.
La tercera pelea fue una «Battle Royal» de veinte hombres con luchadores de la WWF y jugadores de fútbol americano de la National Football League (NFL), equipo que estuvo conformado por Jim Covert, Bill Fralic, Russ Francis, Ernie Holmes, Harvey Martin y William Perry. Por otro lado, en el grupo de la compañía local participaron André the Giant, Ted Arcidi, Tony Atlas, The Hart Foundation (Bret Hart y Jim Neidhart), The Killer Bees (Brian Blair y Jim Brunzell), Hillbilly Jim, The Iron Sheik, Haku, Pedro Morales, Bruno Sammartino, Dan Spivey y Big John Studd. Al final de la batalla, los tres participantes finales fueron André the Giant y los dos miembros de The Hard Foundation; André ganó el evento tras eliminar primero a Neidhart y luego a Hart.
En la cuarta contienda The British Bulldogs (Davey Boy Smith & Dynamite Kid) —secundados por el vocalista Ozzy Osbourne y el mánager Lou Albano— se enfrentó a The Dream Team (Greg Valentine & Brutus Beefcake) por el Campeonato Mundial en Parejas de la WWF. Smith empujó a Valentine contra la esquina, donde golpeó a Dynamite Kid, quien cayó al suelo mientras Smith envolvió a Valentine en un pin para ganar el título y terminar con el reinado de siete meses seguidos de The Dream Team.

### Los Ángeles

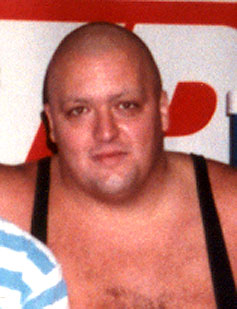
King Kong Bundy (en la imagen) luchó contra Hulk Hogan por el Campeonato de la WWF.

En Los Ángeles hubo cuatro combates más. En el primero, Ricky Steamboat se enfrentó a Hercules Fernández, el cual intentó hacerle un «Flying bodypress» a Steamboat, pero lo esquivó levantando los pies; después, Ricky ejecutó con éxito el mismo movimiento que había realizado Hercules y se llevó la victoria.
Adrian Adonis, con Jimmy Hart como ayudante, derrotó a Uncle Elmer después de realizare un «Diving headbutt». En el tercero, Funk Brothers —equipo compuesto por Terry Funk y Hoss Funk—, ayudados por Hart, se enfrentaron a Junkyard Dog y Tito Santana en una lucha por parejas. Hart distrajo al árbitro y le dio su megáfono a Terry, con el que golpeó a Junkyard para luego hacerle la cuanta de tres y obtener la victoria.
Por último, en el evento principal de WrestleMania 2, Hulk Hogan defendió el Campeonato Mundial Peso Pesado WWF en un combate de tipo «Steel Cage match» ante King Kong Bundy. Hogan tenía las costillas dañadas debido a los golpes que recibió por parte del mismo adversario en el Saturday Night's Main Event del 1 de marzo de 1986.
Al comienzo, Bundy le quitó a Hogan la cinta que tenía para protegerse las costillas; sin embargo, el segundo se defendió y apretó la cabeza de Bundy contra la puerta de la jaula. Posteriormente, intentó sin éxito hacerle un «Scoop slam», pero Bundy respondió realizándole un «Big splash». No obstante, Hulk Hogan le ejecutó un «Power slam» seguido de un «Leg drop». Después probó escapar de la jaula, pero Bundy le atrapó y tiro de sus piernas para impedirlo, mas Hogan le pateó y logró trepar hasta salir, por lo que ganó, reteniendo el título. Seguidamente de la victoria, Hogan encerró a Bobby Heenan —mánager de Bundy— dentro de la jaula y le efectuó un «Atomic drop», mientras King Kong se recuperaba afuera del cuadrilátero.

### Resultados
Nassau Coliseum

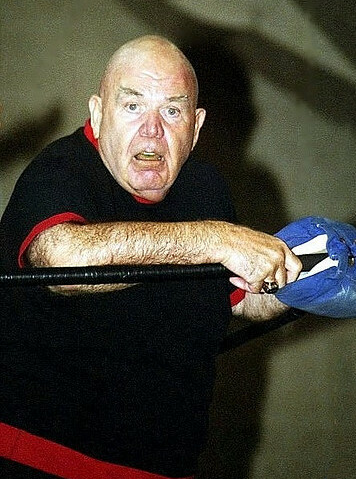
George Steele (en la imagen) perdió contra Randy Savage.

- La lucha entre The Magnificent Muraco (con Mr. Fuji) y Paul Orndorff finalizó en doble cuenta fuera (4:10).[5]
  - Ambos recibieron la cuenta de diez.
- Randy Savage (con Miss Elizabeth) derrotó a George Steele y retuvo el Campeonato Intercontinental de la WWF (5:10).[5]
  - Savage cubrió a Steele con un «Roll-up» usando las cuerdas como apoyo.
- Jake «The Snake» Roberts derrotó a George Wells (3:15).[5]
  - Roberts cubrió a Wells después de un «DDT».
- Mr. T derrotó a Roddy Piper por descalificación en un Boxing Match (1:15).[5]
  - Piper fue descalificado por aplicarle un «Body Slam» a Mr. T a los 1:15 minutos del 4.º round.

Rosemont Horizon
- The Fabulous Moolah derrotó a Velvet McIntyre y retuvo el Campeonato Femenino de la WWF (1:25).[5]
  - Moolah cubrió a McIntyre después de un «Splash».
- Corporal Kirschner derrotó a Nikolai Volkoff (con Freddie Blassie) en un Flag Match (2:05).[5]
  - Kirschner cubrió a Volkoff después de golpearlo con el bastón de Blassie.
- André the Giant ganó una WWF vs. NFL 20-Man Battle Royal (9:13).[5]
  - André eliminó finalmente a Bret Hart, ganando la lucha.
  - Los participantes de la National Football League (NFL) fueron Harvey Martin, Ernie Holmes, Bill Fralic, Russ Francis, William Perry y Jim Covert.[42]
  - El resto de integrantes de la WWF fueron Pedro Morales, Tony Atlas, Ted Arcidi, Dan Spivey, Hillbilly Jim, Haku, The Iron Sheik, Brian Blair, Jim Brunzell, Big John Studd, Jim Neidhart y Bruno Sammartino.[43]
- The British Bulldogs (Davey Boy Smith & Dynamite Kid) (con Lou Albano & Ozzy Osbourne) derrotaron a The Dream Team (Brutus Beefcake & Greg Valentine) (con Johnny Valiant) y ganaron el Campeonato en Parejas de la WWF (13:03).[5]
  - Smith cubrió a Valentine después de que Valentine y Dynamite Kid chocaran cabeza con cabeza.

Los Angeles Memorial Sports Arena

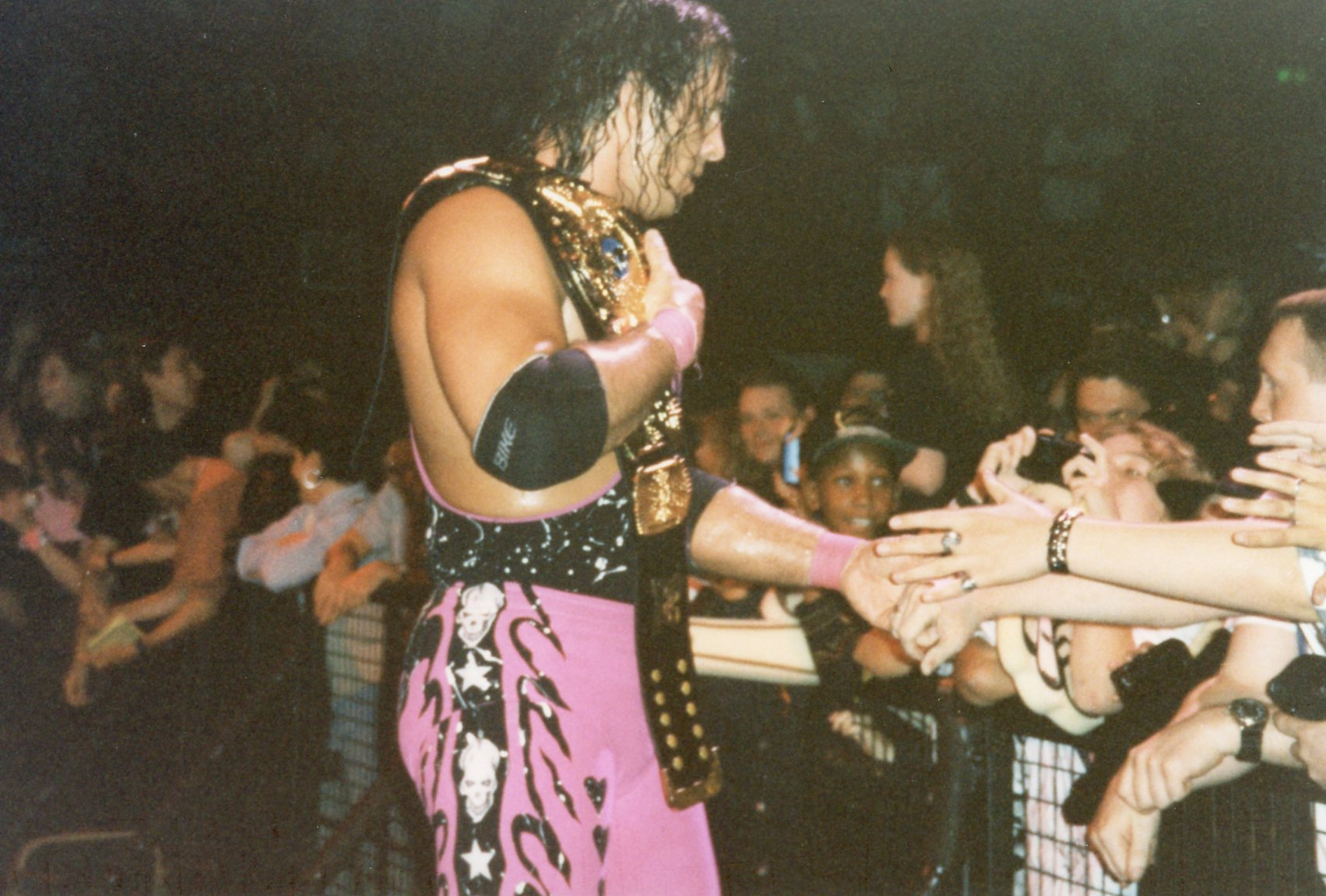
Bret Hart quedó el segundo en la «Battle Royal».

- Ricky Steamboat derrotó a Hercules Hernandez (7:27).[5]
  - Steamboat cubrió a Hernandez después de un «Flying Bodypress».
- Adrian Adonis derrotó a Uncle Elmer (3:01).[5]
  - Adonis cubrió a Elmer después de un «Diving Headbutt».
- Terry Funk & Hoss Funk (con Jimmy Hart) derrotaron a Junkyard Dog & Tito Santana (11:42).[5]
  - Terry cubrió a Junkyard Dog después de golpearlo con el megáfono de Jimmy Hart.
- Hulk Hogan derrotó a King Kong Bundy en un Steel Cage Match y retuvo el Campeonato Mundial Peso Pesado de la WWF (10:15).[5]
  - Hogan ganó al escapar de la jaula.

### Otros roles

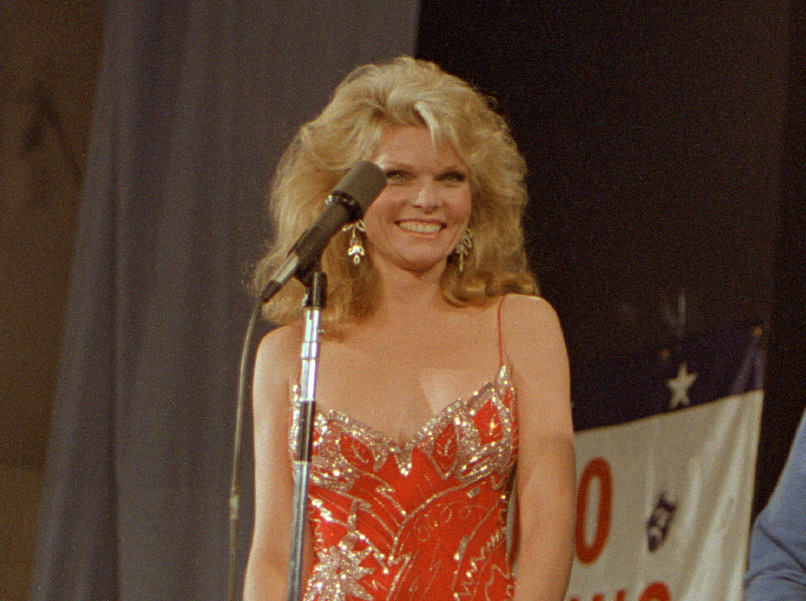
Cathy Lee participó como comentarista.

| Comentaristas - Mr. McMahon (Nueva York) - Susan Saint James (invitada en Nueva York) - Gorilla Monsoon (Chicago) - Gene Okerlund (Chicago) - Cathy Lee Crosby (invitada en Chicago) - Jesse Ventura (Los Ángeles) - Lord Alfred Hayes (Los Ángeles) - Elvira (invitada en Los Ángeles) | Anunciadores - Howard Finkel (Nueva York) - Joan Rivers (invitado en Nueva York) - Chet Coppock (Chicago) - Lee Marshall (Los Ángeles) - Tommy Lasorda (invitado en Los Ángeles) | Árbitros - Dick Kroll - Jack Lutz - Dick Butkus (invitado en la «Battle Royal») - Ed «Too Tall» Jones (invitado en la «Battle Royal») - Dave Hebner - Robert Conrad (invitado en Los Ángeles) |
| Comentaristas - Mr. McMahon (Nueva York) - Susan Saint James (invitada en Nueva York) - Gorilla Monsoon (Chicago) - Gene Okerlund (Chicago) - Cathy Lee Crosby (invitada en Chicago) - Jesse Ventura (Los Ángeles) - Lord Alfred Hayes (Los Ángeles) - Elvira (invitada en Los Ángeles) | Vocalista - Ray Charles (invitado en Nueva York) | |

## Consecuencias

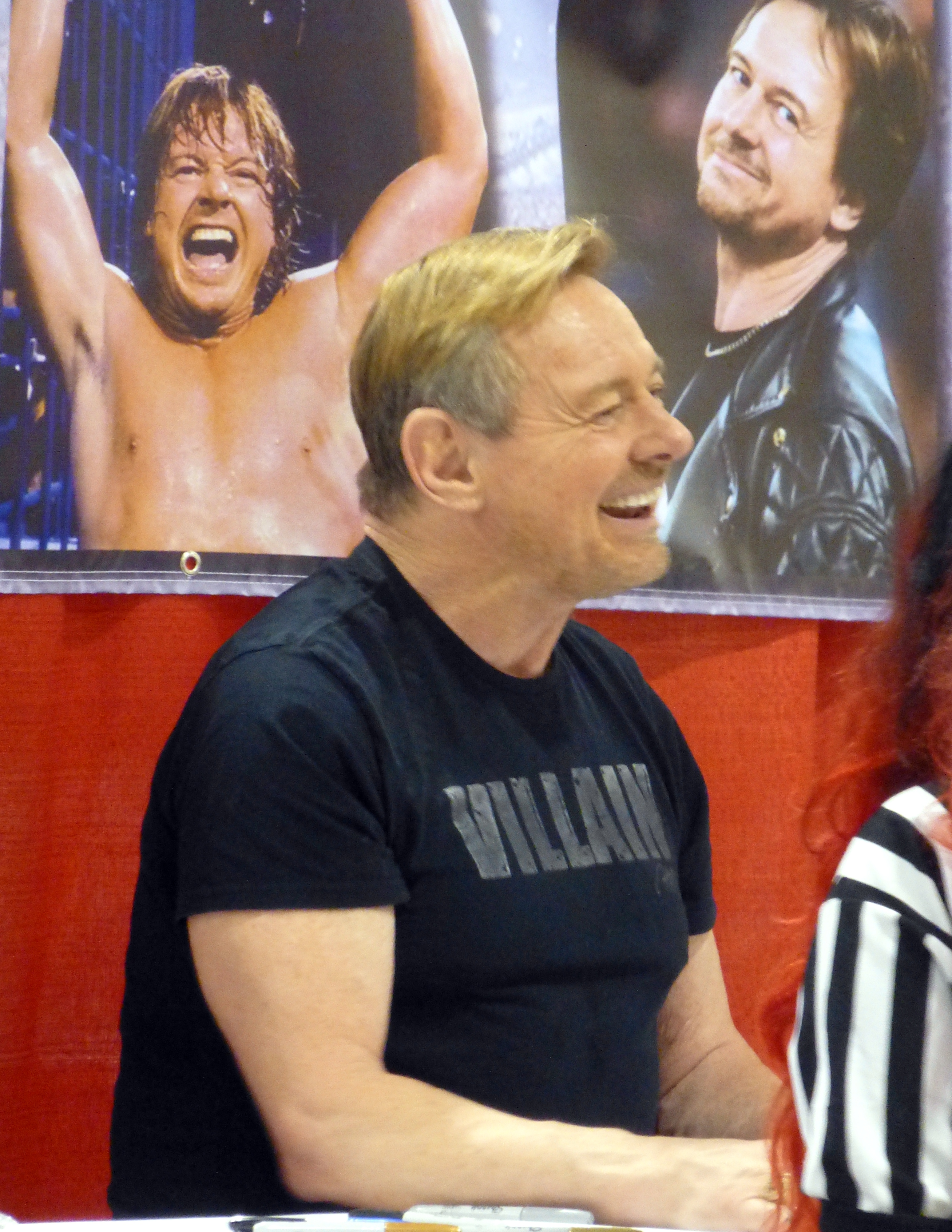
Roddy Piper dejó de luchar por un tiempo después de WrestleMania 2.

Randy Savage y George Steele continuaron con su revalidad durante 1986. Esto condujo a dos revanchas por el Campeonato Intercontinental de la WWF en el Saturday Night's Main Event a principios de 1987; Steele perdió las dos veces. Savage también tuvo un feudo con Hogan, pero no logró ganarle el Campeonato Mundial de Peso Pesado de la WWF.
Los nuevos campeones del título por parejas, The British Bulldogs (Davey Boy Smith & Dynamite Kid) se prepararon para enfrentarse a otros equipos que optaban por luchar con el cetro en juego. En el Saturday Night's Main Event del 4 de octubre de 1986, derrotaron a los excampeones Dream Team (Greg Valentine & Brutus Beefcake) en un combate para retener los títulos.
Después de su victoria en la «Battle Royal», André the Giant comenzó a sufrir los efectos de su enfermedad terminal conocida como acromegalia. Debido a su estado de salud, se aparto de la lucha libre por un tiempo y participó como protagonista en la película The Princess Bride. Por otra parte, Hulk Hogan continuó con su reinado del Campeonato Mundial de Peso Pesado WWF. Por ejemplo, el 3 de enero de 1987 lo defendió ante Paul Orndorff en Hartford, Connecticut. Hogan retuvo el título tras ganar en un combate «Steel Cage match».
WrestleMania 2 fue el último evento de pago por visión en el que participó Roddy Piper durante su carrera. Poco antes del certamen, había grabado varios segmentos de Piper's Pit para un tiempo de cuatro semanas y para que se emitiera en abril; después se tomó un descanso de cuatro meses sin luchar. Cuando Piper regresó a la WWF en agosto, comenzó una disputa con Adrian Adonis, quien mientras tanto había copiado el formato del programa de Piper en The Flower Shop.

## Recepción
La decisión de presentar el evento en tres localizaciones distintas fue en su mayor parte discutida. John Canton, del sitio web TJR Retro, declaró «...hacer el espectáculo desde tres lugares diferentes me pareció una buena idea por parte de Vince McMahon, pero no fue efectiva en términos de producir un programa de calidad». Por otro lado, Bryan Rose, de Voices of Wrestling, mencionó que podía «ver el porqué de la WWE en realizar las siguientes ediciones de WrestleMania en un solo sitio». Igualmente, Jason Powell, de prowrestling.net, se alegró de saber que WrestleMania no se volvería a celebrar por separado y dijo que «en general, WrestleMania 2 fue excesivo. El plan de hacerlo en tres sitios distintos fue un robo de efectivo mal concebido y estoy feliz de que nunca volvieran a tomar ese camino».
Rob McNew, editor de 411Mania, le dio al combate de boxeo una calificación de uno sobre cinco. Además, argumentó que fue «una mierda absoluta que tomó demasiado tiempo y terminó en un no final». De la misma forma, puntuó al combate de la jaula de acero entre Hogan y Bundy con dos estrellas, diciendo que «parecía más una lucha del Saturday Night's Main Event que un evento principal de WrestleMania». Asimismo, le otorgó una nota de dos sobre diez a todo el evento completo y opinó: «Carece de la importancia histórica que tuvo WrestleMania I, incluso verlo con ese propósito. Fueron tres horas de dolor que me encantaría tener de regreso. Afortunadamente, la WWF lo haría, pudo redimirse de una manera enorme el siguiente año, pero este espectáculo fue una gran decepción».
Sin embargo, sobre la pelea por el Campeonato en Parejas de la WWF, McNew le otorgó tres sobre cinco puntos, y señaló: «Un duelo tremendo que terminó con la mala racha que había tenido este espectáculo hasta el momento. Una de las cosas que realmente me gustó de este encuentro fue que parecía romper con la etiqueta tradicional del equipo. No hubo una cara extendida en la secuencia de peligro ni tampoco una informalidad en ningún momento». A pesar de las malas críticas que recibió WrestleMania 2, Brandon Stroud, de Uproxx, lo calificó como un evento superior a WrestleMania I. También comentó: «WrestleMania 2 es (lo creas o no) una mejora gigantesca de WrestleMania I. No es el mejor espectáculo de todos, no es tan importante como la tercera edición, y no obtendríamos un WrestleMania excelente hasta el décimo, pero este es el tipo de cosas que te patea el trasero cuando eres un niño, y eso es importante».